# Timothy Ta
Timothy Ta, ps. autimatic (ur. 10 września 1996) – amerykański profesjonalny gracz Counter-Strike: Global Offensive (CS:GO), pełniący role riflera oraz snajpera. Reprezentował m.in. drużyny Gen.G Esports, Cloud9, Denial eSports, LunatiK, Tempo Storm, CompLexity oraz Team SoloMid.
W 2018 roku został sklasyfikowany na 17. miejscu w światowym rankingu graczy CS:GO. Od początku kariery zarobił około 418 tysięcy dolarów amerykańskich.

## Życiorys
Timothy Ta rozpoczął karierę 5 maja 2013 roku, dołączając do zespołu Frost Gaming. Ze względu na słabe wyniki drużyny przeniósł się do SapphireKelownaDotCom, z którym zajął m.in. 3–4. miejsce na turnieju John Wick Invitational.
30 grudnia 2014 roku opuścił poprzednią formację i dołączył do LunatiK eSports, a dziewięć dni później skład tej drużyny został przejęty przez organizację Denial eSports.
11 lipca 2015 roku zasilił szeregi Tempo Storm, jednak po miesiącu formacja rozpadła się. W związku z tym 16 lipca dołączył do Maximum Effort, które po ośmiu dniach zostało przejęte przez organizację CompLexity.
19 stycznia 2016 roku autimatic, wraz z zawodnikami SEMPHIS, FNS, SicK i vice, przeszedł do Team SoloMid, z którym zwyciężył m.in. w Americas Minor Championship 2016 Cologne.
17 sierpnia tego samego roku dołączył do Cloud9. W barwach tej drużyny odniósł szereg sukcesów, wygrywając m.in.: CyberPowerPC Summer 2016 Pro Series, ESL Pro League Season 4 Finals, iBUYPOWER Invitational 2017 Spring, Subaru Invitational 2017, Americas Minor Championship 2017 Kraków, DreamHack Denver 2017, iBUYPOWER Masters 2017 oraz prestiżowy turniej ELEAGUE Major: Boston 2018.
Po serii słabszych wyników oraz problemach wewnętrznych drużyny formacja Cloud9 uległa rozpadowi. Od 6 grudnia 2019 roku autimatic reprezentuje organizację Gen.G Esports.

## Wyróżnienia indywidualne
- Najlepszy zawodnik turnieju ESL Pro League Season 4 Finals (MVP)[7].
- 17. miejsce w rankingu najlepszych graczy 2018 roku według serwisu HLTV[8].

## Osiągnięcia[9][10]
- 2. miejsce – Northern Arena 2015
- 3. miejsce – Americas Minor Championship – Cologne 2016
- 3–4. miejsce – Esports Championship Series Season 1 – Finals
- 2. miejsce – iBUYPOWER Invitational 2016 – Summer
- 1. miejsce – CyberPowerPC Summer 2016 Pro Series
- 2. miejsce – Northern Arena 2016 – Toronto
- 3–4. miejsce – StarLadder i-League StarSeries Season 2
- 2. miejsce – DreamHack Open Bucharest 2016
- 1. miejsce – ESL Pro League Season 4 – Finals
- 2. miejsce – iBUYPOWER Masters 2016
- 2. miejsce – Americas Minor Championship – Atlanta 2017
- 1. miejsce – iBUYPOWER Invitational 2017 – Spring
- 4. miejsce – cs_summit 1
- 1. miejsce – Subaru Invitational 2017
- 1. miejsce – Americas Minor Championship – Kraków 2017
- 2. miejsce – ESL One: Cologne 2017
- 3–4. miejsce – DreamHack Open Montreal 2017
- 3–4. miejsce – ESL One: New York 2017
- 1. miejsce – DreamHack Open Denver 2017
- 1. miejsce – iBUYPOWER Masters 2017
- 3–4. miejsce – Intel Extreme Masters XII – Oakland
- 1. miejsce – CyberPowerPC Extreme Gaming Series – Winter 2017 Invitational
- 1. miejsce – ELEAGUE Major: Boston 2018
- 2. miejsce – cs_summit 2
- 3. miejsce – BLAST Pro Series: Lisbon 2018
- 2. miejsce – ELEAGUE CS:GO Invitational 2019
- 4. miejsce – BLAST Pro Series: Los Angeles 2019
- 3–4. miejsce – Arctic Invitational 2019